# Trioxys peniculatus
Trioxys peniculatus is een insect dat behoort tot de orde vliesvleugeligen (Hymenoptera) en de familie van de schildwespen (Braconidae). De wetenschappelijke naam van de soort werd voor het eerst geldig gepubliceerd door Agarwala, Saha & Mahapatra in 1985.